# Vlastibor Konečný
Vlastibor Konečný (* 2. ledna 1957 Frýdek-Místek) je český cyklista, reprezentant bývalého Československa, v jehož dresu vybojoval spolu s Alipi Kostadinovem, Jiřím Škodou a Michalem Klasou bronzovou medaili v silničním závodě mužstev na olympijských hrách v Moskvě v roce 1980. Individuálně obsadil 17. místo.